# Un elfo per amico
Un elfo per amico (in russo Домовой, domovoj) è un film del 2019 diretto da Evgenij Bedarev.

## Trama
La madre single Vika e sua figlia Alina si trasferiscono in un bell'appartamento di Mosca, acquistato a un prezzo vantaggioso ma con grandi sacrifici (Vika, per raccogliere il denaro necessario si è indebitata col suo capo).
Presto le due scopriranno che la casa è abitata da un invisibile elfo domestico, un domovoj, che - contrariamente al carattere normalmente bonario di questi esseri - fa di tutto per cacciarle. Grazie ai vicini Raisa e Valentin Petrovic scopriranno inoltre che la stessa cosa era accaduta alle precedenti famiglie proprietarie.
Vika, a sua volta, fa di tutto per eliminare l'elfo, nonostante Alina sia contraria ed anzi tenti di stabilire un rapporto con quest'ultimo, in parte riuscendovi. L'unico membro della famiglia a vedere l'elfo e a riuscire a parlare con lui è il gatto Carota: attraverso i loro dialoghi, che gli umani non sono in grado di sentire, si scoprono la storia della casa, delle famiglie che vi hanno abitato e dello stesso elfo.
Nel frattempo l'avida maga Mama Fima cercherà di rubare il tesoro nascosto sotto il pavimento dell'appartamento e difeso dal domovoj. Per farlo, coinvolgerà anche il riluttante figlio Stas, cercando allo stesso tempo di allontanare la di lui fidanzata, Anžela.
Gli eventi che ne conseguiranno metteranno in pericolo sia l'elfo, i cui poteri vengono bloccati dalla maga, che madre e figlia; solo l'intervento dell'elfo, liberatosi con l'aiuto di Carota, ribalterà la situazione, fino alla sconfitta di Mama Fima e Stas.
L'elfo e Vika comprendono di essersi entrambi comportati in maniera sbagliata: Vika inviterà l'elfo ad entrare a fare parte della famiglia.